# Papa Joan IX
Joan IX (Tívoli, ? – Roma, 5 de gener del 900) fou Papa de l'Església Catòlica del 898 al 900.
Abat d'un monestir benedictí, Joan va ser escollit papa amb l'ajuda de Lambert II de Spoleto, que li va permetre vèncer l'altre candidat que optava a l'elecció. El seu rival, Sergi, va ser excomunicat i expulsat de la ciutat, tot i que, uns anys més tard, acabaria accedint al tron pontifici com a Sergi III.
Durant el seu pontificat, va convocar un concili a Ravenna, en el que va finalitzar la tasca iniciada pel seu predecessor. Es va rehabilitar definitivament el papa Formós a qui, en l'anomenat "Concili del Cadàver", se'l va sotmetre a judici després d'exhumar-ne el cos.
En aquest concili es va decretar que l'elecció papal, per ser vàlida, havia de fer-se en presència d'un representant de l'emperador i recaure sobre un membre del clergat romà. També va prohibir el costum de saquejar els palaus dels bisbes de Roma o del Papa després de la seva mort.
Va declarar invàlida la consagració d'Arnulf com a emperador i va coronar el seu protector, Lambert.
Va morir el 5 de gener del 900 i fou enterrat a l'atri de la basílica de Sant Pere.